# Emmeran Scharl
Emmeran Scharl (* 4. Dezember 1911; ✝ 30. Oktober 1967) war ein deutscher römisch-katholischer Priester.
Scharl studierte von 1933 bis 1938 am Collegium Germanicum und empfing am 30. Oktober 1938 in Rom die Priesterweihe. 1940 wurde er an der Gregoriana promoviert. In seiner Dissertation Recapitulatio mundi erörterte er den Rekapitulationsbegriff des Heiligen Irenäus von Lyon und seine Anwendung auf die Körperwelt. 
Am 16. April 1947 ernannte ihn Kardinal Faulhaber zum Landesjugendseelsorger für Bayern und beauftragte ihn, die Jugendarbeit auf dem Land zu erneuern. Im Rückgebäude seines Wohnhauses Widenmayerstraße 2 im Münchner Stadtteil Lehel baute er eine Landesstelle für die Katholische Landjugend in Bayern auf. Unter seiner Federführung entstanden dort im August 1947 die ersten Werkbriefe für die Landjugend. Ab 1948 gab er die Zeitschrift Der Pflug heraus. 
Am 25. September 1951 wurde er zum Geistlichen Beirat der Katholischen Landjugendbewegung Deutschlands ernannt.